# Cranioleuca albicapilla
Rabo-espinhoso-de-crista ou arredio-de-poupa-cremosa (Cranioleuca albicapilla) é uma espécie de ave da família Furnariidae.
É endémica do Peru.
Os seus habitats naturais são: regiões subtropicais ou tropicais húmidas de alta altitude e matagal tropical ou subtropical de alta altitude.